# Hannya (rappeur)
 (décembre 2017).
Hannya, de son vrai nom Yoshiho Takeda (武田 嘉穂, Takeda Yoshiho), est un rappeur japonais né à Ōdate dans la préfecture d'Akita en 1978.
Il se fait connaître sous le nom de YOSHI au sein du groupe Mōsōzoku.

## Discographie

### Albums studio
- 2004: Ohayō Nihon (おはよう日本?)
- 2005: Nekosugi (根こそぎ?)
- 2006: Naibu Kokuhatsu (内部告発?)
- 2008: Doctor Tōkyō (ドクタートーキョー?)
- 2009: Hannya
- 2011: Black Rain
- 2014: #Birthday (

1. バースデー?)